# Anua violisparsa
Anua violisparsa là một loài bướm đêm trong họ Erebidae.